# Feels Good (Don’t Worry Bout a Thing)
A Feels Good (Don't Worry Bout a Thing) az egyetlen kimásolt kislemez az amerikai Naughty by Nature hiphopcsapat Ilcons című nagylemezéről, mely 2002 áprilisában jelent meg. Az albumon a 3LW R&B csapat is közreműködött. A dalban DJ Kay Gee a harmadik tag nem vett részt. A dal több slágerlistára is felkerült. Többek között a Billboard Hot 100-as listára, ahol az 53. helyig jutott.

## Tracklista

### A-Side
1. Feels Good (Don't Worry Bout a Thing) (Album Mix) - 4:13
2. Feels Good (Don't Worry Bout a Thing) (Album Instrumental) - 4:13
3. Feels Good (Don't Worry Bout a Thing) (Acapella) - 4:09

### B-Side
1. Feels Good (Don't Worry Bout a Thing) (Kelly G. Club Mix) - 8:13
2. Rah Rah 4:20 (Featuring Rottin Razkals)

## Slágerlista
| Slágerlista (2002)                           | Legmagasabb helyezés |
| -------------------------------------------- | -------------------- |
| Billboard Hot 100                            | 53                   |
| Billboard Hot R&B / Hip-Hop Songs            | 25                   |
| Billboard Hot Rap Tracks                     | 14                   |
| Billboard Rhythmic Top 40                    | 10                   |
| Billboard Hot Dance Music/Maxi-Singles Sales | 5                    |
| Billboard Top 40 Mainstream                  | 34                   |